# Goniusa alperti
Goniusa alperti är en skalbaggsart som beskrevs av Kistner 1976. Goniusa alperti ingår i släktet Goniusa och familjen kortvingar. Inga underarter finns listade i Catalogue of Life.